# Thürings voetbalkampioenschap 1907/08
In 1907/08 werd het eerste Thürings voetbalkampioenschap gespeeld, dat georganiseerd werd door de Midden-Duitse voetbalbond. De voorbije twee seizoenen vond er ook al een competitie plaats die echter niet de status van eerste klasse kreeg, waardoor de kampioen ook niet aan de eindronde mocht deelnemen. 
SC Erfurt 1895 werd kampioen en plaatste zich voor de Midden-Duitse eindronde, waar de club meteen verloor van Magdeburger FC Viktoria 1896. 

## 1. Klasse
| Plaats | Club                       | Wed. | W | G | V  | Saldo | Ptn.  |
| ------ | -------------------------- | ---- | - | - | -- | ----- | ----- |
| 1.     | SC Erfurt 1895             | 10   | 9 | 0 | 1  | 46:5  | 18:2  |
| 2.     | FC Carl Zeiss Jena         | 10   | 8 | 0 | 2  | 33:29 | 16:4  |
| 3.     | BC Teutonia 1902 Erfurt    | 10   | 5 | 0 | 5  | 14:26 | 10:10 |
| 4.     | SC 1903 Weimar             | 10   | 5 | 0 | 5  | 4:34  | 10:10 |
| 5.     | Erfurter FC Britannia 1904 | 10   | 1 | 0 | 9  | 4:3   | 2:18  |
| 6.     | FC 1901 Gotha              | 10   | 0 | 0 | 10 | 1:5   | 0:20  |

- Britannia Erfurt werd  tussen 16 februari 1908 en 20 augustus uitgesloten, alle vijf wedstrijden die in deze tijdsperiode plaatsvonden werden als overwinning voor de tegenstander geteld.
- FC 1901 Gotha trok zich na de heenronde terug, resterende wedstrijden werden als een overwinning voor de tegenstander geteld;

|  | Kampioen, geplaatst voor de Midden-Duitse eindronde |